# Château de Poligné (Forcé)
Pour les articles homonymes, voir Poligné (homonymie).
Le château de Poligné ou château de Poligny à Forcé en Mayenne est constitué d'une ferme et d'une maison de maître à 300 m au nord-est du bourg.

## Désignation
- Deima de Polineio, 1127[1]
- Poligné, 1260[2]
- Le fief de Poligné, 1364[3]
- Le bourg de Poligné, 1476[4]
- Poligny, 1585[5]
- Poligné, 1627[6]
- Poligné, château, chapelle non fondée[7]
- Poligné, château, village[8]

## Histoire
Seigneurie mouvante nuement du comté du Maine, avec charge pour le seigneur de semondre à ses hommes étagers à faire garde au Pont Perrin au Mans en temps de guerre. Ayant entrepris vers l'an 1400 de lever justice à trois piliers, il se vit repris par le comte qui le dit simple vassal sans aucune prééminence de chastellenie. Dans la suite pourtant ce titre de châtelain ne lui fut plus contesté ; il eut sceau des contrats, justice à quatre piliers (1603), garennes deffensables à poil et à plumes, puissance d'édiffier chasteau, pont levys, et forteresse. 
Jusqu'à la fin du XVIIIe siècle, il y eut des notaires à la cour de Poligné, qui dépendait du Comté de Laval. Le seigneur de Poligné était toutefois tenu de fournir au baron de Laval et à ses dames quand ils venaient au château de Laval poz et pichers de terre ; il recevait en échange un meeulx de viande par jour, six chouaines de froment et un jalon de vin.
Le domaine comprenait en 1627 chasteau circuit de murs, granges, estables, jardins, mottes d'environ la court, boys de haulte fustaye et chesnaye (15 journaux) ; l'ancien domaine contenant 50 journaux, 6 quartiers de vignes, 53 hommes de pré, le moulin et la prée de Frémusson ; pescherie en la rivière de Joanne depuis le moulin Pochard jusques au moulin de Souffrette ; l'Huillerie, l'Orbière, la Gastelière, les prés autrefois en estang de la Belocinière et du Passouer, le taillis de Bourgenbourse sur le chemin de Mayenne à Chasteau-Gontier ; les grandes landes et freux autrefois en bois taillables du Grand-Breil. Par partage avec ses sujets tenus à la garde des prisonniers pour l'usage dans ces landes, il reste 60 journaux au sire de Poligné. Entre autres vassaux du fief, on remarque les détenteurs de la Moisière, en la Chapelle-Anthenaise, et de la Beuscherie, en Larchamp, chacun neuf fois et hommages simples.
Comme fondateurs du chapitre du Cimetière-Dieu, les seigneurs avaient la disposition des prébendes et chapelles. Le protestantisme qu'ils professèrent pendant plus d'un siècle ne les priva pas complètement de ces privilèges. Le curé de Saint-Vénérand de Laval, pour le canonicat annexé à sa cure, devait avant son installation se présenter au château et offrir un gobelet d'argent du poids d'un marc, rempli de vin. Le 14 janvier 1636, Jacques Pellier fit encore cette démarche accompagné d'un notaire, mais s'excusa de n'avoir pu trouver un vase honneste.

## Protestantisme
Le protestantisme fut introduit à Poligné, par Louis de Feschal, vers 1560 ; en 1558, Olivier de Feschal, son fils, est encore parrain dans l'église de Parné ; en 1560 il ne nomme plus que par procureurs aux bénéfices de son patronage. Au mois d'octobre 1571, le nouveau titulaire de la cure de Forcé déclare qu'il ne peut en sûreté exercer son ministère « attendu que le presche est fait tous les dimanches » près de son église. De 1600 à 1648, Poligné devient le « refuge » de l'Église protestante de Laval.
En 1637, l'Église « vacante » n'est pas représentée au synode d'Alençon. Pour remplacer le cimetière insuffisant de ses coreligionnaires, Catherine de la Roussardière donna, en 1609, quatre cordes de terre à prendre dans un jardin situé près du bourg de Forcé sur le chemin d'Entrammes.
Le Parlement de Paris, par deux arrêtés des 24 avril et 17 juin 1660, ordonna « d'ôter et reblanchir les litres et ceintures funèbres que le seigneur de Poligné, faisant profession de la religion prétendue réformée, avait fait apposer en l'église du Cimetière-Dieu de Laval, avec défenses d'en plus mettre, tant qu'il serait de la R. P. R. ». Les litres et les ceintures reparurent ; Poligné possédait des seigneurs revenus à la religion catholique. À partir de 1660, forcés d'abandonner Poligné, les protestants du comté de Laval n'eurent plus d'exercice du culte qu'à Terchant.

## Château actuel
Le château actuel date en partie du XVIIIe siècle, avec des modifications et augmentations postérieures. Au début du XXe siècle, on construit dans l'avenue, une vaste chapelle souterraine, aux murs richement revêtus de marbre blanc. Un groupe de même matière rappelle d'une manière saisissante la mort de celle dont cette chapelle est le caveau funéraire. La chapelle est inscrite au titre des monuments historiques en 1992.

## Les seigneurs de Poligné
- Yvon d'Anthenaise donne à Hamelin d'Anthenaise, son frère aîné Poligné o les appartenances, qui est en la paroisse de Bonchamp, 1260

### Ouvrouin
- Jean Ouvrouin fait un contrat avec Guillaume du Boisgamats, 1325
- Monsour Guillaume Ouvrouin, 1364, prêtre, puis évêque de Léon, 1383
- Jean Ouvrouin, mort à Nicopolis, 1396, mari de Jeanne de Courceriers, morte à Paris, au pèlerinage de saint Denis, 1400
- Jean Ouvrouin, 1405, tué à la bataille de Baugé, 1420. Jeanne Ouvrouin, sœur du précédent, morte sans enfants eut pour principaux héritiers : Perrote de Mascon, ses sœurs et neveux ; Pierre d'Anjou, ses frères et sœurs ; Pierre Auvré, veuf de Jeanne de Periers ; Jean des Vaux, représentant Marguerite d'Avaugour, sa mère ; enfin Jeanne de Courceriers, qui, le 5 juillet 1423, procèdent à l'exécution des legs pieux de la défunte
- Jacques de Mascon, fils de Jean de Mascon est seigneur de Poligné, 1459
- Hamelin 1er Vendosmois, par son mariage avec Alix de Bessé, devint Sgr de Bessé-sur-Braye leurs armes se trouvent sur la clé de voûte de la chapelle ; ils vivaient en 1388.

### Feschal

Armes des Feschal.

- Olivier de Feschal, mari d'Anne Auvré, fille de Pierre Auvré, sus-dit, 1461 ; il teste le 13 février 1465 et demande sa sépulture dans l'église d'Astillé. Sa veuve vit en 1476 ;
- René de Feschal, mari de :

1. Jeanne de Villiers
2. de Jeanne de Châteaubriand, mort le 16 juillet 1518

- Jean de Feschal, baron de Poligné, 1527, mari de Claude de Silly
- Louis de Feschal, 1535, achète au prieur du Port-Ringeard la terre de la Gougeonnière, 1563
- Olivier de Feschal, 1578, chevalier de l'ordre du roi, mari :

1. de Madeleine de Sourches
2. de Madeleine de Beaumanoir, laquelle revint sûrement au catholicisme ; mort sans enfants après 1592, époque où il habite, accidentellement sans doute, en la maison du doyenné au Mans

- René Duboys de Mayneuf, mari de Catherine de la Roussardière, nièce du précédent, veuve dès 1603

### Montbourcher

Armes des Montbourcher.

- René de Montbourcher, demeurant en sa maison du Bordage, paroisse d'Ercé, 1626, mari d'Elisabeth Duboys de Mayneuf, laquelle meurt veuve vers 1659
- René de Montbourcher, mari de Marthe Durcot, dame de La Grève, qui vend en 1660, à Sébastien-René Cahideuc, baron du Guildo, son coreligionnaire, puis opère le retrait
- René de Montbourcher, mari d'Elisabeth de Goyon, vers 1686, mort en 1688
- René-Amaury de Montbourcher, 1689, 1692
- François de Franquetot de Coigny, marquis de Coigny, qui fut maréchal de France, mari d'Henriette de Montbourcher, 1707, 1733
- La duchesse de la Trémoïlle, sollicitée d'acquérir Poligné refusa en 1749

### Colbert

Armes des Colbert.

- Jean-Baptiste-Joachim Colbert de Croissy, mari d'Henriette-Bibienne Franquetot, acquéreur de Marie-Josèphe de Nevet, comtesse de Coigny, veuve de Jean-Antoine-François de Franquetot, 1754, 1776

### Duchemin

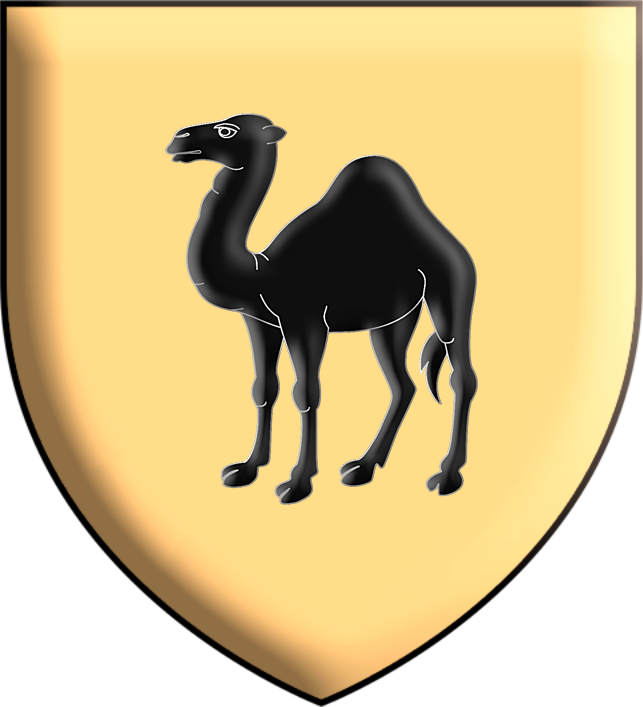
Armes des Duchemin.

- Le château est vendu le 8 mars 1780 à Jean-Baptiste Duchemin de Mottejean[11], époux :

1. de Marie Duchemin-Frogerie, d'où Marie-Ambroise-Victor, émigré en 1793
2. de Jeanne Dubois-Blandinière
3. de Marie-Delphine Chon, sans enfants des deux derniers mariages ; mort en 1797]

Le 20 janvier 1816, Léon Leclerc acheta la nue-propriété, mais Mme veuve Duchemin, née Courte, garda la jouissance.

### Propriétaires actuels

Armes des Waresquiel

Depuis le début du XXe siècle, le château est la propriété de la famille de Waresquiel. Il est actuellement détenu par Alexandra et Emmanuel de Waresquiel.

### Source
- « Château de Poligné (Forcé) », dans Alphonse-Victor Angot et Ferdinand Gaugain, Dictionnaire historique, topographique et biographique de la Mayenne, Laval, A. Goupil, 1900-1910 [détail des éditions] (BNF 34106789, présentation en ligne), t. III, p. 308-309